# روز برمی‌آید (فیلم ۱۳۸۵)
روز بر می‌آید فیلمی به کارگردانی بیژن میرباقری ساخته سال ۱۳۸۵ است.

## خلاصه فیلم
در اسفند ۱۳۵۷، یک زن که سالها پیش از انقلاب در زندان بوده، به همراه همسرش که از انقلابیون است، به قصد استراحت به نقطه‌ای کوهستانی سفر می‌کنند. در این سفر آنها با مردی آشنا می‌شوند که زن معتقد است بازجوی وی بوده‌است. این فیلم بر اساس فیلم مرگ و دوشیزه اثر رومن پولانسکی کارگردان و بازیگر فرانسوی لهستانی ساخته شده.